# Ед Грей
Едвард Грей (англ. Edward Gray, нар. 27 вересня 1975, Ріверсайд, Каліфорнія, США) — американський професійний баскетболіст, що грав на позиції атакувального захисника за команду НБА «Атланта Гокс», а також за кілька команд у нижчих за рангом лігах.

## Ігрова кар'єра
На університетському рівні грав за команди Теннессі і Айдахо з нижчих ліг, поки 1995 року не перейшов навчатися до Каліфорнійського університету (1995–1997). Граючи за Каліфорнію, визнавався найкращим баскетболістом року конференції Pac-10.
1997 року був обраний у першому раунді драфту НБА під загальним 22-м номером командою «Атланта Гокс». Професійну кар'єру розпочав 1997 року виступами за тих же «Атланта Гокс», захищав кольори команди з Атланти протягом наступних 2 сезонів.
З 2000 по 2001 рік також грав у складі  команди КБА «Гері Стілгедс».
Останньою ж командою в кар'єрі гравця стала «Дакота Візардс» з Ліги розвитку НБА, до складу якої він приєднався 2001 року і за яку відіграв один сезон.